# Vice Squad
Vice Squad är ett punkband från Bristol, England som varit verksamt sedan 1978. Stora hits har bl.a. varit "Princess Paranoia (på albumet Resurrection, 1999).

## Diskografi

### Singlar / EPs
- Last Rockers (1981) (EP) Riot City (UK Indie #7)
- Resurrection EP (1981) (EP) Riot City (UK Indie #4)
- Vice Squad Singles (EP) (1982) Riot City (UK Indie #21)[4]
- Out of Reach (1982) (EP) EMI/Zonophone (UK #68)
- Stand Strong E.P. (1982) (EP) EMI/Zonophone
- State of the Nation E.P. (1982) (EP) Riot City
- "Black Sheep" (1983) Anagram (UK Indie #13)
- "You'll Never Know" (1984) (Singel) Anagram
- "Teenage Rampage" (1985) (Singel) Anagram (UK Indie #44)
- Lavender Hill Mob (2000) (EP) Combat Rock
- Bah Humbug EP December 2009 (2009) (EP) Last Rockers
- Rockin Xmas EP December 2010 (2010) (EP) Last Rockers
- London Lowlife (2011) (EP) Last Rockers
- I Wish It Could Be Christmas Everyday (2012) (EP) Last Rockers
- A Dog Is For Life (2013) (EP) Last Rockers
- Christmas Hangover (2014) (EP) Shout Proud
- "Run, Run Rudolph" (2015) (Maxi-singel) Last Rockers
- Sock It To Me Santa (2016) (EP) Last Rockers
- Hey Mr. Christmas (2017) (EP) Last Rockers
- Ignored To Death (2018) (EP) Last Rockers

### Album
- No Cause for Concern (1981) EMI/Zonophone (UK #32)
- Live in Sheffield (1981)
- Stand Strong, Stand Proud (1982) EMI/Zonophone (UK #47)
- Shot Away (1985) Anagram
- Live and Loud!! (1988) Cleopatra
- Last Rockers - The Singles (1992) Abstract
- The Punk Singles Collection (1995) Anagram
- The BBC Sessions (1997) Anagram
- Get a Life (1999)
- Resurrection (1999)
- Lo-Fi Life (2000)
- Rich and Famous (2003)
- Defiant (2006)
- Unreleased 2008 (2009) Last Rockers
- London Underground (2009) Last Rockers
- Punk Rock Radio (2011) Last Rockers
- Cardboard Country (2014) Last Rockers
- Santa Claus is Coming to Town (2020) Cleopatra Records